# La mujer del Vendaval
 (срп. Жена са имања „Вендавал“) мексичка је теленовела, продукцијске куће Телевиса, снимана током 2012. и 2013.

## Синопсис
Ово је прича о Марсели Моралес, девојци која је сироче од рођења, али и власница разрушеног имања, пуног дугова, званог „Вендавал“ (срп. Олуја)
Марсела треба примити наследство своје мајке, али мора бити удата како би присвојила наследство.  Поменуто наследство је нада за Марселу да ће моћи да спаси имање које је под хипотеком. Зато даје оглас у новине, којим хитно тражи мужа. Алесандро Кастело, богати допредседник и наследник важног ланца хотела Тоскана, један је од заинтересованих.
Месец дана раније, Марсела и Алесандро упознају се на плажи на балу под маскама. Следећег дана, девојка нестаје без трага, а у исто време Алесандро открива да у његовом сефу нема скупе породичне огрлице, а Марсела је главна осумњичена за крађу. Зато одлучује ићи на Вендавал, да би вратио свој накит, за који верује да је у Марселиним рукама, али у ствари, он жели да се увери да је она невина.
Алесандро долази на имање као кандидат за Марселиног мужа, и с намером да врати огрлицу, али почне осећати јаку страст према овој величанственој жени коју полако упознаје, па се његов циљ претвори у жељу да докаже њену невиност и да је истински освоји. Да би то урадио, мораће се суочити са низом препрека које ће се испречити на путу ка њиховој љубави.
На листи бораца против ове љубави су скоро сви који их окружују, поготово Алесандрови родитељи који сматрају Марселу одговорном за крађу. Ниса, која је у ствари украла огрлицу, на све начине покушава окривити Марселу да би прикрила своје злодело. Ту је и Камило, који жели освојити Марселу јер верује да је добила наследство. Алесандров пријатељ Кристијан не верује у девојчину невиност. Затим, ту је и Октавија, која мрзи Кастелове и жели их повредити под сваку цену и жели се домоћи имања Вендавал да би у туристичке сврхе искористила његове термалне воде. Дон Тимотео је Октавијин савезник, амбициозни опортуниста, који гледа само своју корист. На крају, ту је и Марија Лаура, која се противи љубави протагониста јер за себе жели Алесандрову љубав.
Ретки ће побећи од ове колективне уроте, међу њима Алба, Марселина породица и нераздвојна пријатељица, која ће доживети властиту љубавну причу. Ту су и Саграрио и Матео, такође Марселини пријатељи, који ће се морати суочити са изненадним Северовим повратком.

## Глумачка постава

### Главне улоге
| Глумац:        | Улога:                      |
| -------------- | --------------------------- |
| Аријадне Дијаз | Марсела Моралес             |
| Хосе Рон       | Алесандро Кастело           |
| Чантал Андере  | Октавија Котиља де Ернандез |

### Споредне улоге
| Глумац:              | Улога:                     |
| -------------------- | -------------------------- |
| Хавијер Хатин        | Камило Пресијадо           |
| Флоренсија де Сарачо | Марија Лаура Моралес       |
| Магда Карина         | Саграрио Алдама            |
| Марко Муњос          | Северо Моралес             |
| Телма Мадригал       | Ниса Кастело               |
| Алфредо Адаме        | Лусијано Кастело           |
| Марија Марсела       | Силвана Берокал де Кастело |
| Мишел Ренауд         | Алба Марија Моралес        |
| Xаума Матеу          | Мауро Уркиса               |
| Патрисио Боргети     | Кристијан Сератос          |
| Мичел Ренауд         | Алба Марија Моралес        |
| Одисео Бичир         | Матео Рејна                |
| Поло Мартинес        | Кучи                       |
| Мануел Флако Ибањес  | Тимотео Кињонес            |
| Лурдес Рејес         | Илсе Санчез де Росалдо     |
| Агустин Арана        | Емилијано Ферејра          |
| Росана Сан Хуан      | Валерија                   |
| Моника Ортис         | Росита                     |
| Хорхе Гаљегос        | Ленћо Кињонес              |
| Хосе Карлос Ферара   | Роман                      |
| Маурисио Мартинес    | Мајк                       |
| Сорајда Гомез        | Нурија                     |
| Франсиско Рубио      | Амадео                     |
| Фернанда Лопез       | Инес                       |
| Карла Кордона        | Дамјана                    |
| Сачи Тамаширо        | Чули                       |
| Оскар Фарети         | Леонел                     |
| Хорхе Ортин          | Еулохио                    |
| Еухенио Бартилоти    | Ђокондо                    |
| Моника Сорти         | Роса                       |
| Маријана Кар         | Кончита                    |
| Хуан Карлос Нава     | Сирило "Ел Гордо"          |